# Musée Savio
Pour les articles homonymes, voir Savio.
Le musée Savio est un musée d'art situé à Kirkenes, en Norvège, consacré à John Savio (en).  
Le musée Savio a été fondé en 1994 sur la base de la collection d'art de la municipalité de Sør-Varanger, réalisée par l'artiste sami John Savio.  
La collection comprend 300 œuvres de John Savio, gravures sur bois, peintures, aquarelles et dessins au crayon. Depuis 2002, le musée Savio est situé dans le Grensland Museum à Kirkenes, bâtiment principal du musée Sør-Varanger, qui est à son tour un département du musée Varanger. 